# Баллада о Беринге и его друзьях
«Баллада о Беринге и его друзьях» — художественный фильм режиссёра Юрия Швырёва, снятый в 1970 году на киностудии им. М. Горького.

## Сюжет
Фильм рассказывает о героических экспедициях Витуса Беринга, организованных и проведённых на восточных оконечностях Российской империи (Первая и Вторая Камчатские экспедиции). Действие разворачивается в эпоху упрочения позиций молодого российского флота — с 1725 года, когда по указу Петра I инициируется морской поход по изучению восточных границ России, и Беринг отправляется в опасный путь, чтобы выяснить, существует ли пролив между Чукоткой и Аляской. Основные события происходят уже во времена царствования Анны Иоанновны, а заканчивается повествование при правлении Елизаветы.
Это история открытия Берингова пролива, историческая реконструкция порядков и нравов, бытовавших в императорской России в описываемый период — с момента кончины Петра I и до 1745 года.

## В ролях
- Карлис Себрис — Витус Беринг
- Игорь Ледогоров — Дмитрий Овцын
- Юрий Назаров — Алексей Чириков
- Валентин Никулин — Георг Стеллер, ботаник
- Геннадий Фролов — Стародубцев
- Леонид Куравлёв — Тишин
- Вия Артмане — Анна Беринг
- Роман Ткачук — Пётр I
- Дзидра Ритенберга — Екатерина I
- Нонна Мордюкова — императрица Анна Иоанновна
- Геннадий Сергеев — Бирон
- Олег Басилашвили — князь Иван Алексеевич Долгоруков
- Валентина Егоренкова — княжна Екатерина Алексеевна Долгорукова
- Павел Винник — майор Петров, городничий
- Марк Перцовский — профессор Делиль де ла Кроер
- Владимир Эренберг — генерал-аншеф Александр Брюс
- Роман Громадский — Феофан Прокопович
- Георгий Милляр — шут Иван Александрович Балакирев
- Николай Крюков — генерал-адмирал Апраксин
- Лариса Виккел — эпизод
- Виктор Колпаков — священник
- Евгений Красавцев — эпизод
- Валентина Панина — императрица Елизавета
- Эрменгельд Коновалов — Абрам Петрович Ганнибал
- Виктор Шкловский — вступительное слово
- Дмитрий Журавлёв — читает текст за кадром

## Съёмочная группа
- Автор сценария: Виктор Шкловский
- Режиссёр: Юрий Швырёв
- Оператор: Константин Арутюнов
- Художник: Александр Дихтяр
- Композитор: Богдан Троцюк